# Abdij van Dommartin
De Abdij van Dommartin (Frans voluit: Abbaye de Saint-Josse de Dommartin) was een premonstratenzer abdij in Dommartin in het noorden van Frankrijk. De abdij was opgericht in de 12de eeuw, maar verdween na de Franse Revolutie.

## Geschiedenis
De heilige Judocus (Frans: Saint-Josse) zou zich in de 7de eeuw in de bosrijke omgeving ten noorden van de Authie een tijdje als kluizenaar hebben gevestigd en er een primitieve kapel hebben opgericht. Later vertrok hij weer om elders nog de Abdij van Saint-Josse-sur-Mer op te richten. Rond de kapel, die later aan hem werd gewijd, bleven zijn volgelingen achter en de volgende eeuwen groeide hier een gemeenschap van kluizenaars op een plaats die later Saint-Josse-au-Bois werd genoemd.
In het begin van de 12de eeuw kwam Milo van Sélincourt hier toe en op zijn initiatief evolueerde de kloostergemeenschap in het begin van de jaren 1120 naar een premonstratenzersorde. De stichting werd in 1125 officieel bevestigd door de aartsbisschop van Reims. Milo werd de eerste abt van de Abdij van Saint-Josse-au-Bois.
In 1130 werd Milo bisschop van Terwaan en hij werd als abt opgevolgd door Adam. Onder Adam ging de abdij op zoek naar een nieuwe locatie. Men verkreeg van Eustache Collet, heer van Beaurain, in 1153 het leen Dommartin op de noordelijke hellingen van de vallei van de Authie, zo'n drie kilometer ten zuiden van Saint-Josse-au-Bois. Daar werden nieuwe abdijgebouwen opgetrokken. Men kreeg in 1159 de bescherming van de graaf van Ponthieu en rond 1161 vestigde de gemeenschap zich in de nieuwe abdij.
Uit de abdij ontstonden al gauw nieuwe stichtingen, zoals de latere Abdij van Saint-André-au-Bois rond 1130. De abdij van Dommartin kende de volgende eeuwen een bloei en verwierf een groot domein. In de 16de en 17de eeuw werd de abdij meermaals vernield en herbouwd.
Bij de Franse Revolutie werd de abdij in 1791 verkocht als nationaal goed. In 1792 werd ze geplunderd en werd de bibliotheek vernield en in 1793 werd de abdijkerk verwoest. Bij de oprichting van de gemeenten werd Dommartin met zijn uitgestrekt grondgebied nog een gemeente, maar die werd in 1834 alweer opgeheven. De abdijsite van Dommartin en het gehucht Saint-Josse-au-Bois werden bij de gemeente Tortefontaine gevoegd.

## Architectuur
De restanten van de abdijkerk en kloostergebouwen, de noordelijke en de zuidelijke poort, 17de-eeuwse bijgebouwen en gebouwen van de hoeve werden in 1991 ingeschreven als monument historique.